# 苏珊·赖斯
蘇珊·賴斯（英語：Susan Elizabeth Rice，1964年11月17日—）是一名美国女性外交官、前智庫成员、外交政策顾问。自2021年担任美国国内政策委员会主任。2009年1月22日至2013年担任美国常驻联合国代表。2013年7月1日，她接替托马斯·唐尼隆担任国家安全顾问至2017年。在柯林頓政府时期，她曾担任国家安全会议成员和美国非洲事务助理國務卿。

## 早年与教育
她生长于华盛顿特区，她父亲Emmett J. Rice (1919-2011)是康乃尔大学的经济学教授和联邦储备系统的理事。她母亲Lois Dickson Fitt是一名教育政策领域的学者。她弟弟John Rice是一名毕业于哈佛大学商学院的工商管理硕士。
童年时她梦想能成为美国第一位来自于华盛顿特区的联邦参议员。1986年她毕业于斯坦福大学的历史系，在校期间她获得过杜鲁门奖学金。后来她就读于牛津大学新学院，分别于1988年和1990年获得哲学硕士和博士学位。

## 职业

### 柯林頓政府
1993到1997年，她是国家安全会议的成员。1993到1995年她担任国际组织与维护和平(International Organizations and Peacekeeping)的主任。1995到1997年担任总统的特别助理和非洲事务高级主任。1997年10月到2001年1月担任美国國務院非洲事务助卿。

### 商业与智囊
2001到2002年，她担任位于华盛顿特区的战略研究组织——Intellibridge的首席执行官和负责人。2002年，她加入布鲁金斯学会成为一名在外交政策和全球经济与发展项目领域的高级成员，在这里她专注于研究美国的外交政策、失败国家、全球贫穷问题以及跨国性的安全威胁等问题。在2004年美国总统选举期间，她担任民主党候选人约翰·克里外交政策的顾问。

### 奥巴马政府
在2008年美国总统选举期间，她离开布鲁金斯学会担任巴拉克·奥巴马的外交顾问。2008年11月5日，她被提名为歐巴馬筹备政府过程的智囊成员。2008年12月1日，被奥巴马提名为美国常驻联合国代表，2009年1月正式上任，成为首位担任该职位的非裔美国女性。在职期间比较重要的事件就是2011年2月促成在利比亚建立保护平民的“禁飞区”的联合国安理会决议的出台和国际联军于3月开始的军事干预行动。
本来她有望接替希拉蕊·柯林頓担任国务卿，不过由于2012年9月11日发生的美国驻利比亚班加西大使馆遇袭事件使她受到国会议员尤其是共和党人的指责，而担任国务卿需要經参议院的通过任命才能上任，因此歐巴馬没有提名她担任国务卿。后来她被歐巴馬提名担任国家安全顾问，这一超然职位不需要参议院通过即可上任。

### 拜登政府：国内政策委员会主任（2021年至今）
拜登选择赖斯领导国内政策委员会。这让许多政治评论员感到意外，认为她在外交政策方面的经验高于国内政策。

## 个人生活
1992年她与ABC News的监制Ian Cameron (他生于加拿大維多利亞)在华盛顿特区的国家大教堂结婚。两人是在史丹佛大学读书时结识的，目前两人育有2个孩子。

## 荣誉
- 2002年，进入斯坦福大学校友荣誉殿堂(Black Alumni Hall of Fame)[19]
- 2010年5月，Served as Baccalaureate Speaker, at Spelman College (Atlanta, GA)
- 2010年6月，担任斯坦福大学毕业典礼发言人 (Palo Alto, CA)